# TuS Niederkirchen
Der TuS Niederkirchen (offiziell: TuS 1900 e. V. Niederkirchen) ist ein im Jahre 1900 gegründeter deutscher Sportverein aus Niederkirchen bei Deidesheim im Landkreis Bad Dürkheim in Rheinland-Pfalz und besteht aus ca. 950 Mitgliedern. Er umfasst mehrere Abteilungen, u. a. in den Sportarten Fußball, Turnen und Tennis. Bekannt ist der Verein durch den Frauenfußball und den Gewinn des Meistertitels in der Frauen-Bundesliga der Saison 1992/93.

## Entstehung/Gründung
Der TuS 1900 e. V. Niederkirchen, ehemals TV Niederkirchen oder SV 1946 Niederkirchen, wurde am 20. Februar 1900 offiziell mit dem Namen TV Niederkirchen gegründet. Bei der Gründung hatte der Verein 30 Mitglieder. Zu den Allerersten gehörten u. a.: Wilhelm Eckel (1. Vorsitzender), Franz Dombruch (2. Vorsitzender), Jakob und Wilhelm Kerbeck (1. und 2. Turnwart), Gabriel Wahl (Zeugwart), Johannes Rau (Schriftwart), Adam Dietz (Kassenwart), Sebastian Bonn (Beisitzer) und Sebastian Reinhardt (Beisitzer).

## Heutige Sportarten/Abteilungen
(Stand: 2016)

### Herrenfußball
Aktuell gibt es drei aktive Herrenmannschaften sowie drei Altherren-Mannschaft (Ü32, 2× Ü40).
Die erste Mannschaft spielt zurzeit in der Bezirksliga Vorderpfalz.
Nach dem Aufstieg in die Bezirksklasse 2003, in der man sich bis zur Saison 2007/08 hielt, ging es wieder zurück in die Kreisliga. Dort spielte man bis zur Saison 2011/12. Nach mehreren Jahren auf den hinteren Plätzen in der Kreisliga musste man dann zur Saison 2012/13 in die Kreisklasse absteigen. Dort wurde dann das Trainer Duo mit Andreas Malz und Torsten Conrad eingestellt. Diese erste Veränderung brachte auch neue stärkere Spieler mit sich, sodass man die Saison 2012/13 mit der Meisterschaft und dem sofortigen Wiederaufstieg abgeschlossen hat. Danach folgten zwei weitere intensive Jahre mit dem Trainer-Duo und dem Versuch des Aufstiegs in die A-Klasse (früher Bezirksklasse). In der Saison 2013/14 wurde die erste Mannschaft des TuS Niederkirchen knapp mit einem Punkt hinter der TSG Deidesheim und dem Relegationsplatz dritter. In der darauf folgenden Saison 2014/15 wurde der TuS zweiter unterlag dann jedoch gegen den FC Speyer 09 II im Rückspiel der Relegation. Nach dieser Saison trennte man sich vom Trainerteam und stellte für die kommenden Jahre das neue Trainer-Duo mit dem ehemaligen Bundesligaprofi Silvio Adzic und Ernst Hartmann ein. Mit großen Erwartungen ging es in die Saison 2015/16 die man auf dem 6. Platz beendete.
2021/22 zog die erste Mannschaft als Zweitplatzierter der B-Klasse in die Relegationsrunde ein. Zwar gingen diese Spiele verloren, auf Grund günstiger Auf- und Abstiegskonstellationen durfte man in der darauffolgenden Saison trotzdem in der A-Klasse asntreten.
In der Saison 2022/23 gelang der Doppelaufstieg mit der ersten und der zweiten Mannschaft. Diese wurden jeweils Meister der A- bzw. B-Klasse des Kreis Rhein-Mittelhaardt.

### Frauenfußball
Der wohl bekannteste Teil des TuS Niederkirchen war der Frauenfußball. 1993 gelang es den Spielerinnen die deutsche Meisterschaft zu gewinnen. Gegründet 1969 spielte man bis 2008 unter dem TuS Niederkirchen. Im Jahre 2008 entschloss man sich dann jedoch, einen eigenen Verein zu gründen, den 1. FFC 08 Niederkirchen.
Statistik der Saisons unter dem TuS Niederkirchen:
| Saison  | Liga                 | Platz   | S  | U | N  | Tore   | Punkte | DFB-Pokal          |
| ------- | -------------------- | ------- | -- | - | -- | ------ | ------ | ------------------ |
| 1990/91 | Bundesliga Süd       | 2.      | 12 | 2 | 4  | 65:21  | 26:10  | nicht qualifiziert |
| 1991/92 | Bundesliga Süd       | 2.      | 14 | 3 | 3  | 40:15  | 31:9   | Viertelfinale      |
| 1992/93 | Bundesliga Süd       | Meister | 15 | 2 | 1  | 52:9   | 32:4   | Viertelfinale      |
| 1993/94 | Bundesliga Süd       | 1.      | 14 | 2 | 2  | 71:24  | 30:6   | Achtelfinale       |
| 1994/95 | Bundesliga Süd       | 6.      | 7  | 2 | 9  | 33:34  | 16:20  | 2. Runde           |
| 1995/96 | Bundesliga Süd       | 3.      | 11 | 2 | 5  | 49:26  | 35     | Achtelfinale       |
| 1996/97 | Bundesliga Süd       | 3.      | 8  | 5 | 5  | 36:30  | 29     | Achtelfinale       |
| 1997/98 | Bundesliga           | 9.      | 5  | 5 | 12 | 26:44  | 20     | Halbfinale         |
| 1998/99 | Bundesliga           | 8.      | 7  | 3 | 12 | 26:54  | 24     | Achtelfinale       |
| 1999/00 | Bundesliga           | 11.     | 2  | 3 | 17 | 16:63  | 14     | Achtelfinale       |
| 2000/01 | Oberliga Südwest     | 1.      | 19 | 2 | 1  | 73:11  | 59     | 1. Runde           |
| 2001/02 | Regionalliga Südwest | 1.      | 22 | 0 | 0  | 103:11 | 66     | 1. Runde           |
| 2002/03 | Bundesliga           | 12.     | 0  | 2 | 20 | 10:77  | 2      | Achtelfinale       |
| 2003/04 | Regionalliga Südwest | 1.      | 20 | 1 | 1  | 99:7   | 61     | 1. Runde 1         |
| 2004/05 | Regionalliga Südwest | 1.      | 18 | 1 | 1  | 110:9  | 55     | 1. Runde           |
| 2005/06 | 2. Bundesliga Süd    | 5.      | 12 | 3 | 7  | 56:46  | 39     | 2. Runde           |
| 2006/07 | 2. Bundesliga Süd    | 6.      | 8  | 3 | 11 | 36:35  | 27     | 1. Runde           |
| 2007/08 | 2. Bundesliga Süd    | 9.      | 5  | 5 | 12 | 29:58  | 20     | 2. Runde           |

### Jugendfußball
Seit 2009 spielen die Jugendlichen des TuS Niederkirchens zusammen mit den Vereinen: TSG Deidesheim, TV Ruppersberg, TuS Forst, SV 05 Meckenheim und SpVgg Rödersheim unter dem Namen FC Mittelhaardt 09. Eine Spielvereinigung die aufgrund mangelnder Spieler gegründet wurde.
Im Jahr 2021 trennte sich die TSG Deidesheim vom FC Mittelhaardt. Die Jugendspieler gingen wieder in ihre Stammvereine zurück.
In der Saison 2021/22 agierten alle Vereine der VG Deidesheim als Jugendspielgemeinschaft.
In der darauffolgenden Saison trennte man sich wieder und der TuS Niederkirchen stellt von da an eine eigenständige Jugend.

### Beachsoccer
Seit dem Jahr 2013 gibt es einen Beachsoccerplatz auf dem Sportgelände des TuS Niederkirchen. Der Platz wurde nach aktuellen FIFA-Kriterien gebaut.
Auch ist der TuS Niederkirchen aktuell der Landestützpunkt in Rheinland-Pfalz für Beachsoccer. Jedes Jahr wird der SWFV BeachsoccerCup damals RLP-Meisterschaften ausgetragen. Der Gewinner darf sich Beachsoccer RLP-Meister nennen und qualifiziert sich automatisch für die deutsche Meisterschaft den German Beachsoccer Masters.

### Tennis
Die Tennis Abteilung, wurde 1979 eingeführt. Die Abteilung besitzt drei Sandplätze, ein Clubhaus und besteht aus 79 Mitgliedern.

### Turnen
Die Abteilung Turnen existiert schon seit der Gründung des TV Niederkirchen. Es die größte Abteilung des Vereins. Seit der Gründung konnten schon viele Erfolge gefeiert werden.

### Boxen/Fitness
Die Abteilung Boxen/Fitness ist die neuste Abteilung und wurde am 24. April 2008 eingeführt. Ziel dieser Abteilung ist es ein größeres Angebot an Sportarten zu haben, als auch Boxen und Fitness ins Training zu integrieren. Grundlagen im Training sind aus dem Box- und Kampfsport.

## Sportstätten
Der TuS Niederkirchen besitzt ein Sportgelände mit zwei Naturrasenplätzen nach aktuellen DFB-Normen, ein Naturrasenplatz als Kleinfeld für die Jugend, drei Tennissandplätze, einen Beachsoccerplatz, ein Boule-Feld, sowie ein Tennis-Clubhaus und eine Gaststätte. Im Ort befindet sich noch eine Mehrzweckhalle mit umfangreicher Ausstattung für zum Turnen, Boxen und Fitness.

## Vorstand
Der Vorstand setzt sich aus dem 1. Vorsitzenden und dem 2. Vorsitzenden zusammen. Des Weiteren gibt es noch einen Kassenwart sowie einen Schriftführer.
Für die einzelnen Abteilungen, gibt es zusätzlich noch Abteilungsleiter sowie Stellvertreter.

## Sportliche Erfolge
| Herren - Aufstieg in die Bezirksklasse - Wiederaufstieg in die B-Klasse - Kreispokalmeister (SV 1946 Niederkirchen) | Frauen - Deutscher Meister 1993 - DFB-Supercup 1993 - Mitgliedschaft in der Frauen-Bundesliga 1990–2000, 2002/03 - Gewinn des SWFV-Verbandspokals 1978, 1979, 1982–1986, 2001–2005, 2008 (13. Titel) - Meister der Regionalliga Südwest 2002, 2004, 2005 - Meister der Oberliga Südwest 2001 |

## Persönlichkeiten
| Herren - Silvio Adzic, Spielertrainer - Luca Schuler | Frauen - Kathrin Becker - Nicole Bender - Pia Boss - Patricia Brocker - Jacqueline Dünker - Stefanie Dums † - Nadine Fols - Christine Fütterer - Christina Geiger - Anja Heitmann - Steffi Jones - Sandra Kälin | - Heidi Mohr † - Jutta Nardenbach † - Claudia Obermeier - Conny Pohlers - Sandra de Pol - Beverly Ranger - Carmen Roth - Ute Scherer - Carmen Seyfert - Branka Strbać - Christine Veth - Elke Walther - Sabina Wölbitsch |